# Aloeides arida
The Arid Copper (Aloeides arida) là một bướm ngày thuộc họ Lycaenidae. Loài này có ở Nam Phi, nơi nó được tìm thấy ở phía bắc West Cape to Springbok và Steinkopf in the North Cape.
Sải cánh từ 26–32 mm đối với con đực và 29–35 mm đối với con cái. Cá thể trưởng thành mọc cánh từ tháng 9 tới tháng 4, đỉnh điểm từ tháng 12 tới tháng 2 There are multiple generations during midsummer.